# Lilla Allmänningstjärnen
Lilla Allmänningstjärnen är en sjö i Bollebygds kommun i Västergötland och ingår i Viskans huvudavrinningsområde.